# Nathalie Griesbeck

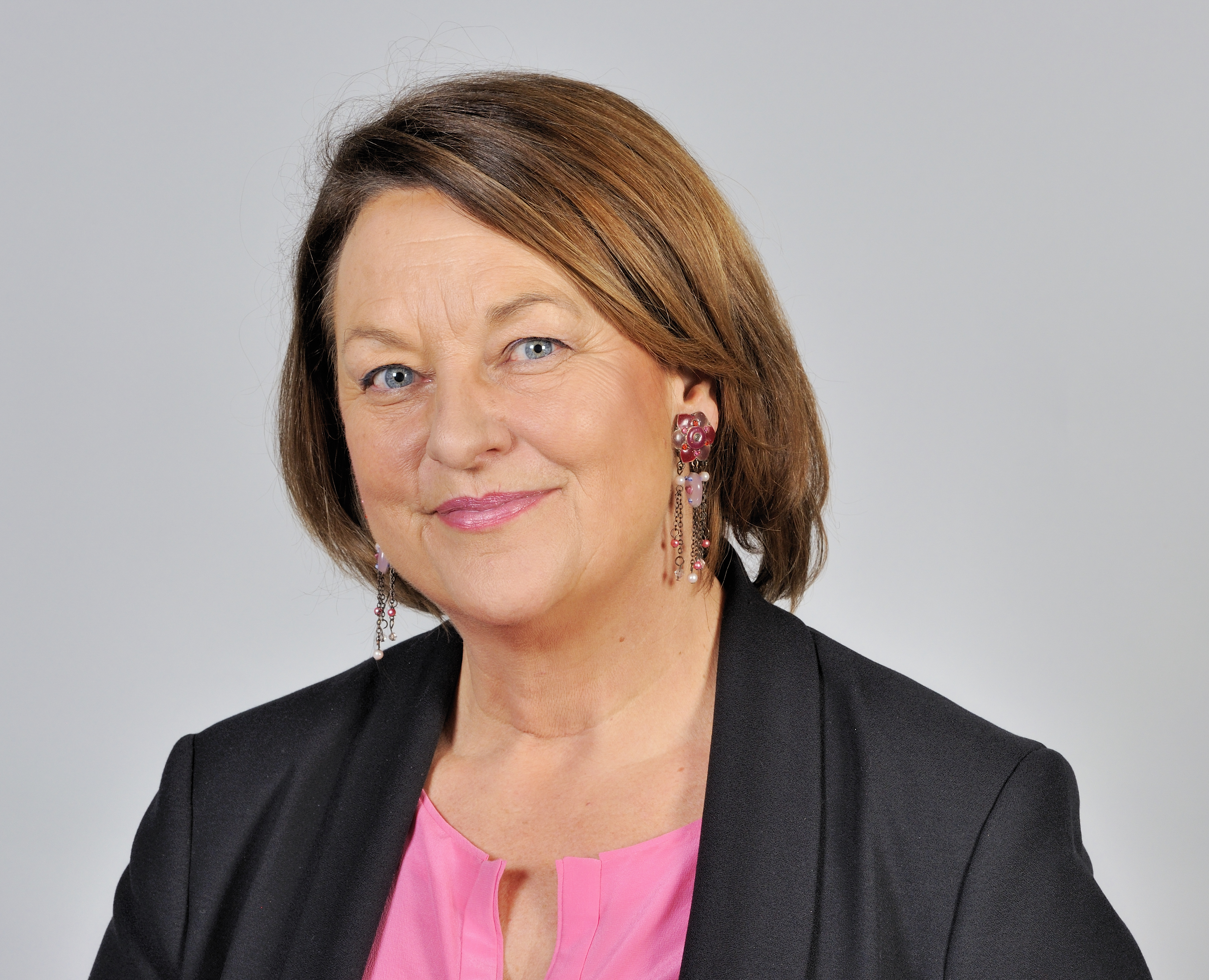
Nathalie Griesbeck (2014)

Nathalie Griesbeck (* 24. Mai 1956 in Metz) ist eine französische Politikerin (UDF, MoDem). Sie war von 2004 bis 2019 Mitglied des Europäischen Parlaments.

## Leben
Griesbeck studierte an der Universität Metz, wo sie 1979 mit einer Maîtrise im öffentlichen Recht abschloss. Anschließend erwarb sie an der Universität Nancy je ein Diplôme d’études approfondies (DEA) im öffentlichen Recht (1980) und Rechtsgeschichte (1981). Anschließend war Griesbeck als Dozentin (Maître de conférences) für öffentliches Recht an der Universität Metz tätig. Griesbeck ist Oberst der Reserve der Luftwaffe.
Als Mitglied der bürgerlichen Union pour la démocratie française (UDF) wurde Griesbeck 1983 in den Gemeinderat von Metz gewählt. Von 1988 bis 2015 war sie Mitglied des Generalrats des Départements Moselle, wo sie den Kanton Metz-3 vertrat. Ab 1987 war sie stellvertretende Bürgermeisterin von Metz, von 1995 bis 2004 erste Stellvertreterin des Bürgermeisters Jean-Marie Rausch mit Zuständigkeit für Finanzen und wirtschaftliche Entwicklung der Stadt. Von 1995 bis 2001 leitete sie zudem das Amt für Bau und Verwaltung von Sozialwohnungen (OPAC). Im Generalrat des Départements Moselle stand sie von 2001 bis 2004 dem Ausschuss für Soziales, Schulen, Universitäten und Forschung vor.
Seit 2004 ist sie Präsidentin des Familienrats von Moselle. Ab 2005 gehörte Griesbeck dem Exekutivkomitee der UDF an, aus der 2007 das Mouvement démocrate (MoDem) hervorging. Bei der Kommunalwahl 2008 trat Griesbeck als Kandidatin für das Bürgermeisteramt in Metz an, erhielt aber nur 14,7 % der Stimmen. Im nationalen Exekutivbüro ihrer Partei ist Griesbeck für Justiz und Freiheiten zuständig. Sie gehörte zur Wahlkampfmannschaft François Bayrous bei der Präsidentschaftswahl 2012.

## Tätigkeiten als EU-Abgeordnete
Bei der Europawahl 2004 wurde Griesbeck für die UDF im Wahlkreis Ostfrankreich in das Europäische Parlament gewählt. Dort gehörte sie der Fraktion der Allianz der Liberalen und Demokraten für Europa (ALDE) an. Sie war 2004–2009 Mitglied im Haushaltsausschuss und Delegierte für die Beziehungen zum Mercosur (gemeinsamer Markt in Südamerika). Von 2009 bis 2019 war sie Mitglied im Ausschuss für bürgerliche Freiheiten, Justiz und Inneres sowie Delegierte in der Paritätischen Parlamentarischen Versammlung AKP-EU. Zudem war sie 2017–18 Vorsitzende des Sonderausschusses Terrorismus. Griesbeck war in den Skandal um die Scheinbeschäftigung von MoDem-Parteimitarbeitern als Abgeordnetenassistenten im EU-Parlament verwickelt. Sie verzichtete daraufhin auf eine erneute Kandidatur bei der Europawahl 2019.

## Auszeichnungen
Griesbeck ist Ritterin des Ordens für Verdienste um das Bildungswesen (Palmes académiques) sowie Ritterin des Ordre national du Mérite.